# ویجولو واتارو
ویجولو واتارو (به ایتالیایی: Vigolo Vattaro) یک منطقهٔ مسکونی در ایتالیا است که در Altopiano della Vigolana واقع شده‌است. ویجولو واتارو ۲۰٫۷ کیلومتر مربع مساحت و ۱٬۹۸۵ نفر جمعیت دارد.